# Medeiros (Minas Gerais)
Medeiros est une municipalité brésilienne de l'État du Minas Gerais et la microrégion de Piumhi.